# 藤井悠
藤井 悠（ふじい ゆう、1980年2月11日 - ）は、日本のファッションモデル、タレント。
東京都出身。所属先の変遷は、ABP inc.→スターダストプロモーション→テンカラット→A.M.Entertainment。

## 来歴・人物
1998年 雑誌『Fine』でモデルデビュー。その後『CanCam』などの専属モデルを経て、『sweet』『ar』『美人百花』『Regina』など、
様々な雑誌にて活躍。同時にテレビやCMなどでも活躍の場を広げ、ラジオ『FRIDAY GOES ON!〜あっ、それいただき〜』（JFN、2003年4月〜）では、放送開始からパーソナリティを続けている。
2014年2月14日、初のスタイルブック『DEAR MY LIFE』（宝島社）を発売。
2023年12月8日、「FRIDAY GOES ON!」内で入籍を発表。

## 出演

### テレビ
- TOKYO CLUB GANG レギュラーMC（日本テレビ、2001年10月〜2003年3月）
- Pooh! レギュラーレポーター（TBS、2002年10月〜2003年9月）
- 踊る!さんま御殿!!（日本テレビ、2003年1月28日）
- 所さんの日本ジツワ銀行（日本テレビ、2003年2月12日）
- 森田一義アワー 笑っていいとも!（フジテレビ、2003年2月27日・2003年5月26日）
- 列島クイズ!都道府県太郎（BS朝日、2003年4月〜2004年3月）
- タモリ倶楽部（テレビ朝日、2003年7月11日）
- 出没!アド街ック天国（テレビ東京、2003年8月2日）
- オールスター感謝祭‘03（TBS、2003年9月27日）
- 内村プロデュース（テレビ朝日、2003年10月27日・2004年11月15日・2005年8月22日）
- 愛のエプロン3（テレビ朝日、2004年1月17日、2004年3月13日、2004年5月29日）
- 金曜かきこみTV レギュラーレポーター（NHK教育テレビ、2004年4月〜2005年3月）
- スマックダウン レギュラーMC（フジテレビ、2004年5月〜9月）
- ゼベック・オンライン レギュラーMC（東京MXテレビ、2004年10月〜2005年3月）
- 内村SKIT（フジテレビ、2004年12月27日）
- 世界一受けたい授業（日本テレビ、2005年1月29日）
- 恋するハニカミ!（TBS、2005年2月11日）
- THE占い（テレビ東京、2005年9月24日）
- 所さんの学校では教えてくれないそこんトコロ!（テレビ東京、2007年1月5日・9月14日）
- 人志松本のすべらない話（フジテレビ、2007年6月2日）
- 美味紳助（テレビ東京、2007年6月11日）
- むちゃぶり（TBS、2007年8月26日）
- 輝きの法則（テレビ東京、2008年2月13日）
- 悪魔の契約にサイン（TBS、2008年11月19日）
- Style/Style（tvk、2009年1月13日）
- GIRLS PARTY! レギュラーMC（テレビ東京、2009年7月〜2009年9月）
- easy sports（テレビ朝日、2009年9月28日-2009年10月2日）
- 愛のお悩み解決!シアワセ結婚相談所（日本テレビ、2010年4月27日）
- HEY!HEY!HEY! MUSIC CHAMP 春爛漫!超豪華2時間スペシャル!!（フジテレビ、2011年3月28日）
- HEY!HEY!HEY! MUSIC CHAMP 話題のK-POP特集&青春のアイドルSP（フジテレビ、2011年4月25日）
- タビノイロ。〜旅美人への手紙〜（フジテレビ、2011年4月12日-）
- センスの神様（フジテレビ、2011年5月13日）
- 浜ちゃんが!（日本テレビ、2011年5月18日）
- 芸能人私生活センス完全抜き打ち一斉調査 女100人で本気斬りSP（フジテレビ、2011年10月25日）
- ワンセグランチボックス（NHKワンセグ、2011年9月6日）
- グータンヌーボ（フジテレビ、2011年11月23日）
- 欲しがり女子のマストバイ・リスト!編集部（テレビ東京、2012年・2013年・2014年・2015年）不定期放送
- 粋男流儀〜遊びの美学〜（BSフジ、2012年3月17日）
- Meet Better Me in Malaysia（AXN、2012年7月27日）
- 東京上級デート＃17中目黒（テレビ朝日、2012年8月1日）
- 美少女ヌードル（テレビ朝日、2012年8月29日）
- Oh!どや顔サミット（ABC、2012年11月9日）
- にじいろジーン（関西テレビ、2013年3月2日-）「にじいろミラクルチェンジ」のコーナーに不定期出演
- Car散歩〜車で巡るちょっと贅沢な休日旅〜（BSフジ、2013年4月3日）
- 春満開!藤井悠GWおススメ情報（長野朝日放送、2013年4月28日）
- ヒルナンデス!（日本テレビ、2014年9月5日・9月26日）
- 藤井悠のGW ちょっとおでかけ（長野朝日放送、2015年4月29日）

### ラジオ
- FRIDAY GOES ON!〜あっ、それいただき〜 レギュラーDJ（JFN、2003年4月〜 ）
- DHC PURE MUSIC〜HAPPY STYLE〜（J-WAVE、2008年10月〜2009年3月）
- TOKYO MORNING RADIO（J-WAVE、2011年4月13日）

### ドラマ
- 第１５回ヤングシナリオ大賞/琉球偉人伝説 白石麻衣役 (CX)
- 連続ドラマ小説「天花」栗山貴子役 (NHK)
- 「危険なアネキ」なお役 (CX)
- ケータイドラマ「恋する血液型」(2008年)

### 広告
- シャープ株式会社「ザウルス」TVCF（2001年9月〜2001年11月）
- KDDI株式会社「auグローバルパスポート」雑誌広告・店頭ポスター（2001年12月〜2002年2月）
- ニッポンレンタカーサービス株式会社「ニッポンレンタカー」雑誌広告・店頭ポスター（2002年4月〜2002年6月）
- 株式会社NTTドコモ東海「i-shot」TVCF（2002年7月〜2002年9月）
- 株式会社ゴールドウィン「ESTIVO」カタログ・ポスター（2002年10年〜2002年12月）
- 花王株式会社「ロリエ」TVCF（2002年10月〜2003年9月）
- 東芝EMI株式会社「コンピレーションアルバム Doki×2」TVCF（2003年9月〜2003年10月）
- ファイザー株式会社「アネトンi」TVCF（2005年11月〜2006年4月）
- 株式会社大丸「冬のWORKING STYLE FAIR」スチール（2005年〜2006年1月）
- 株式会社ジョイフルまるやま「ジョイフル恵利ウェディング CHERISH S/S」スチール（2006年3月〜2006年8月）
- 南海電気鉄道株式会社 なんばCITY「SPRING NEWS」スチール（2006年3月〜2006年4月）
- 株式会社長沼「エステアップ」スチール（2006年7月〜2006年12月）
- 株式会社メイション イメージキャラクター（2008年4月〜2009年3月）
- エスエスエルヘルスケアジャパン株式会社「寝ながらメディキュット」TVCF（2010年9月〜2013年）

### ショー・イベント
- TOKYO GIRLS COLLECTION
- Girls Award
- KANSAI COLLECTION

- NIKE PRESENTS「THE HUMAN RACE 10K」MC

- フジサンケイクラシック プロアマ大会（2010年・2011年）

## 書籍
- スタイルブック「DEAR MY LIFE」（宝島社）2014年2月14日

### 雑誌
- 『Fine』（日之出出版）専属モデル
- 『CanCam』（小学館）専属モデル
- 『sweet』（宝島社）レギュラーモデル
- 『CLASSY』（光文社）
- 『ar』（主婦と生活社）
- 『Luci』（扶桑社）
- 『STYLE』（講談社）
- 『FINE BOYs』（日之出出版）
- 『ollie girls』（ミディアム）
- 『WOOFIN』（シンコーミュージック）
- 『Popteen』（角川春樹事務所）
- 『MONICA』（ぶんか社）
- 『Look!s』（スタイライフ）
- 『teengirl』（宝島社）
- 『Kiss and Tell』（NITTEI）
- 『LUIRE』（リットーミュージック）
- 『Hanako』（マガジンハウス）05年2/16号表紙
- 『BRANDIA』（ピアラ）05年創刊号表紙
- 『Men's JOKER』（ベストセラーズ）
- 『美的』（小学館）
- 『ef』（主婦の友社）
- 『S Cawaii』（主婦の友社）
- 『美人画報』（角川春樹事務所）
- 『MORE』（集英社）
- 『with』（講談社）
- 『moussy 2005 Winter Collection』（宝島社）
- 『ネイルレッスンＢＯＯＫ』（学習研究社）06年春号表紙
- 『アット！』（クイーンズスクエア）
- 『MISS』（世界文化社）
- 『Gainer』（光文社）
- 『EVEN』（枻出版社）
- 『楽園ゴルフ』（枻出版社）表紙
- 『MAQUIA』（集英社）
- 『週刊パーゴルフ』（パーゴルフ）
- 『Regina』（ALBA）表紙
- 『anan』（マガジンハウス）
- 『美人百花』（角川春樹事務所）
- 『steady.』（宝島社）
- 『日経WOMAN』（日経BP社）
- 『カーセンサーEDGE』（リクルート）
- 『upsee』（大誠社）
- 『OCEANS』（インターナショナル・ラグジュアリー・メディア）